# Lijst van Stolpersteine in Altena

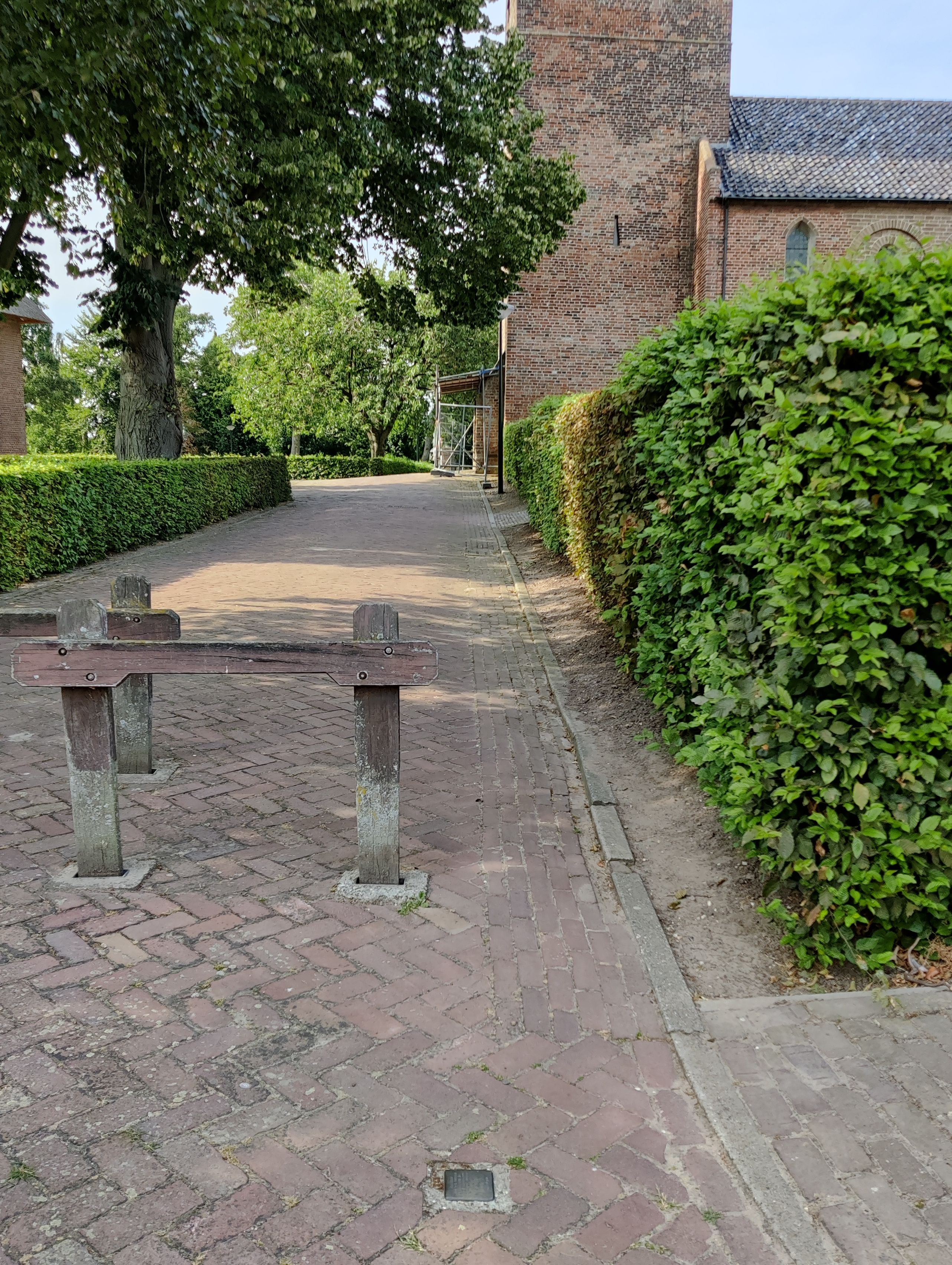
Stolperstein in Eethen voor Frits Albert Citroen

De lijst van Stolpersteine in Altena geeft een overzicht van de gedenkstenen die in de gemeente Altena in de Nederlandse provincie Noord-Brabant zijn geplaatst in het kader van het Stolpersteine-project van de Duitse beeldhouwer-kunstenaar Gunter Demnig.
Stolpersteine zijn opgedragen aan slachtoffers van het nationaalsocialisme, al diegenen die zijn vervolgd, gedeporteerd, vermoord, gedwongen te emigreren of tot zelfmoord gedreven door het nazi-regime. Demnig legt voor elk slachtoffer een aparte steen, meestal voor de laatste zelfgekozen woning.
Omdat het Stolpersteine-project doorloopt, kan deze lijst onvolledig zijn.

## Stolpersteine
In Altena liggen elf Stolpersteine: een in Eethen, drie in Werkendam en zeven in Woudrichem.

### Eethen
In Eethen ligt een Stolperstein.
| Afbeelding | Inscriptie | Adres                                     | Herdachte persoon                |
| ---------- | --- | ----------------------------------------- | -------------------------------- |
|            | HIER WOONDE FRITS ALBERT CITROEN GEB. 1905 OPGEPAKT 24-7-1942 GEDEPORTEERD 1942 UIT WESTERBORK VERMOORD 15-4-1943 AUSCHWITZ | Cornelis Branderhorststraat 5 Kaart (OSM) | Frits Albert Citroen (1905–1943) |

### Werkendam
In Werkendam liggen drie Stolpersteine op een adres.
| Afbeelding | Inscriptie                                                                                                   | Adres                     | Herdachte persoon                      |
| ---------- | --- | ------------------------- | -------------------------------------- |
|            | HIER WOONDE ELIZABETH JOHANNA DE VRIES GEB. 1870 GEDEPORTEERD 1943 UIT WESTERBORK VERMOORD 16.4.1943 SOBIBOR | Hoogstraat 31 Kaart (OSM) | Elizabeth Johanna de Vries (1870–1943) |
|            | HIER WOONDE JOHANNA SIENTJE DE VRIES GEB. 1874 GEDEPORTEERD 1943 UIT WESTERBORK VERMOORD 16.4.1943 SOBIBOR   | Hoogstraat 31 Kaart (OSM) | Johanna Sientje de Vries (1872–1943)   |
|            | HIER WOONDE JOSEPH DE VRIES GEB. 1868 GEDEPORTEERD 1943 UIT WESTERBORK VERMOORD 16.4.1943 SOBIBOR            | Hoogstraat 31 Kaart (OSM) | Joseph de Vries (1868–1943)            |

### Woudrichem
In Woudrichem liggen zeven Stolpersteine op twee adressen.
| Afbeelding | Inscriptie                                                                         | Adres                     | Herdachte persoon                          |
| ---------- | ---------------------------------------------------------------------------------- | ------------------------- | ------------------------------------------ |
|            | HIER WOONDE ABRAHAM BENJAMINS GEB. 1866 VERMOORD 6.12.1942 AUSCHWITZ               | Kerkstraat 18 Kaart (OSM) | Abraham Benjamins (1866–1942)              |
|            | HIER WOONDE HARTOG BENJAMINS GEB. 1878 VERMOORD 2.12.1942 AUSCHWITZ                | Kerkstraat 74 Kaart (OSM) | Hartog Benjamins(1878–1942)                |
|            | HIER WOONDE JOZEF ABRAHAM BENJAMINS GEB. 1900 VERMOORD 5.1.1943 AUSCHWITZ          | Kerkstraat 18 Kaart (OSM) | Jozef Abraham Benjamins (1900–1943)        |
|            | HIER WOONDE JOZEF ABRAHAM BENJAMINS GEB. 1912 VERMOORD 28.2.1943 AUSCHWITZ         | Kerkstraat 74 Kaart (OSM) | Jozef Abraham Benjamins (1912–1943)        |
|            | HIER WOONDE BERENDINA BENJAMINS-BLOK GEB. 1878 VERMOORD 6.12.1942 AUSCHWITZ        | Kerkstraat 18 Kaart (OSM) | Berendina Benjamins-Blok (1878–1942)       |
|            | HIER WOONDE JOHANNA BENJAMINS- VAN STRAATEN GEB. 1879 VERMOORD 2.12.1942 AUSCHWITZ | Kerkstraat 74 Kaart (OSM) | Johanna Benjamins-van Straaten (1879–1942) |
|            | HIER WOONDE ROSINA HERZBERGER GEB. 1906 VERMOORD 3.9.1942 AUSCHWITZ                | Kerkstraat 18 Kaart (OSM) | Rosina Herzberger (1906–1942)              |

## Data van plaatsingen
- 6 april 2010: Werkendam, drie Stolpersteine op Hoogstraat 31
- 5 februari 2017: Woudrichem, zeven Stolpersteine op Kerkstraat 18 & 74
- 12 maart 2019: Eethen, een Stolperstein op Cornelis Branderhorststraat 5